# Xynobius flavipes
Xynobius flavipes är en stekelart som först beskrevs av Szepligeti 1911.  Xynobius flavipes ingår i släktet Xynobius och familjen bracksteklar. Inga underarter finns listade i Catalogue of Life.